# Мариано Павоне
Уго Мариано Павоне (роден на 27 май 1982 г. в Трес Саргентос, Буенос Айрес) е аржентински футболист, който играе за Ривър Плейт под наем от Реал Бетис като нападател.